# Filobasidium
Filobasidium L.S. Olive (nitkopodstawkowiec) – rodzaj grzybów z rodziny nitkopodstawkowcowatych (Filobasidiaceae).

## Systematyka i nazewnictwo
Pozycja w klasyfikacji według Index Fungorum: Filobasidiaceae, Filobasidiales, Incertae sedis, Tremellomycetes, Agaricomycotina, Basidiomycota, Fungi.
Takson utworzył Lindsay Shepherd Olive w 1968 r. Polską nazwę zaproponował Władysław Wojewoda w 2003 r.
Gatunki występujące w Polsce:
- Filobasidium floriforme L.S. Olive 1968 – nitkopodstawkowiec kwiatowaty
- Filobasidium stepposum (Golubev & J.P. Samp.) Xin Zhan Liu, F.Y. Bai, M. Groenew. & Boekhout 2015
- Filobasidium wieringae (Á. Fonseca, Scorzetti & Fell) Xin Zhan Liu, F.Y. Bai, M. Groenew. & Boekhout 2015

Nazwy naukowe na podstawie Index Fungorum. Wykaz gatunków i nazwy polskie według Władysława Wojewody i innych źródeł.